# Pad Abort Test-1 (Аполлон)
Перше випробування системи аварійного порятунку на старті (англ. Pad Abort Test-11) — перевірка роботи системи аварійного порятунку на старті за американською космічною програмою Аполлон.
Для перевірки використовувались масогабаритний макет командного відсіку і система аварійного порятунку на старті.
Запуск було здійснено 7 листопада 1963 року з випробувального полігону Вайт-Сендз в штаті Нью-Мексико зі стартового комплексу 36.
Метою польоту було перевірити надійність системи аварійного порятунку на старті.
Система аварійного порятунку на старті спрацювала нормально і вивела макет на суборбітальну траєкторію. Витяжний парашут витягнув основні як і було заплановано.
Післяполітне дослідження виявило одну значну проблему — відкладення сажі після роботи системи аварійного порятунку вплинуло на стабільність командного модуля при посадці.